# Toshiyuki Ōmori
Toshiyuki Ōmori (大森 俊之, Tòquio, 11 de desembre de 1957) és un compositor i arranjador japonès.
Va començar a compondre quan anava a l'escola primària i es va convertir en addicte a la producció musical per sobredoblatge des de l'institut. Després de diverses activitats al programa Takeshi's Energetic Television!! (天才・たけしの元気が出るテレビ!!) va debutar a la indústria treballant en la música del programa sense acreditar, per la qual cosa no és ben conegut.
Des de la segona meitat de la dècada de 1980, ha estat un compositor centrat en la música comercial i ha participat en un gran nombre d'obres. A la dècada de 1990, va començar a treballar en bandes sonores per a drames i animes. De 1993 a 1996 va dedicar-se a anuncis publicitaris de CM de JR Tokai So that Kyoto Iko i va guanyar el premi ACC al millor arranjament.
Ha fet moltes cançons temàtiques per a l'anime, com ara Zankoku na tenshi no these (interpretat per Yōko Takahashi, tema d'obertura de l'anime de televisió Neon Genesis Evangelion), Soul's Refrain (també per Yōko Takahashi, Neon Genesis Evangelion Theatrical Version). En oferir cançons per a programes infantils com ara Utatte Odoronpa i Nandemo Q, també és conegut per diverses cançons famoses al Japó. A més, ofereix música a cantants d'una àmplia gamma de gèneres, des del pop fins a l'òpera, i també exerceix de productor i director musical.

## Discografia
- 1988 うる星やつら 完結篇
- 1993 魔物ハンター妖子 So Bad Boy
- 1994 Mamono Hunter Yohko: Doing my best!
- 1995 SMガールズ セイバーマリオネットR～抱きしめてLovin' you
- 1996 超獣伝説ゲシュタルト サウンドトラック
- 1997 なつかしのミュージッククリップ 16 ダーティペア
- 1998 LEGEND OF BASARA Original Soundtrack (amb Fumitaka Anzai (安西史孝))
- 2001 Pretear (Original Sountrack) Vol.1
- 2001 新白雪姫伝説プリーティア オリジナル・サウンドトラック, Volume 1
- 2001	Pretear (Original Sountrack) Vol.2: Leafe Knight
- 2002	Shaman King - Melody of the Spirits
- 2002	Shaman King Osorezan Revoir -Prologue to Shaman-
- 2003	Lunar Legend Tsukihime OST 1: Moonlit Archives
- 2004	真月谭 月姫 Original Soundtrack 2 - Moonlit Memoirs
- 2005	SoltyRei Original Soundtrack, Volume 1
- 2006	SoltyRei Original Soundtrack, Volume 2
- 2006	School Rumble Nigakki Original Soundtrack: Yagami Ongakusai
- 2010	アマガミSS オリジナルサウンドトラック
- 2016	アマガミSS COMPLETE ALBUM